# Malacosoma neustria
Malacosoma neustria es una especie de insecto lepidóptero de la familia Lasiocampidae. Se distribuye por la mayor parte de Europa (exceptuando el norte de Escandinavia) y también por el norte de África. Se alimenta de las especies de diversos géneros de frondosas: Quercus, Betula, Fagus, Ulmus, Salix, Prunus, Populus, etc.
Las estaciones frías las pasa en forma de huevo. La puesta tiene forma de pequeño brazalete ordenado alrededor de una rama.
Al nacer, las orugas son de color negro y presentan un comportamiento gregario. Después adoptan un patrón de colores llamativo, con una banda longitudinal blanca en su parte superior, enmarcada en una serie de finas bandas negras y anaranjadas. Los flancos son de color azul y en la parte inferior vuelve a tener una franja naranja. No es urticante, y pueden medir hasta 50 mm.
Provocan daños en las masas forestales ya que la orugas provocan defoliaciones al alimentarse.

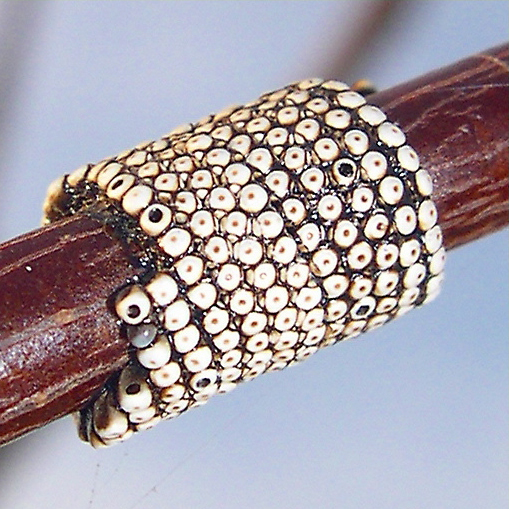
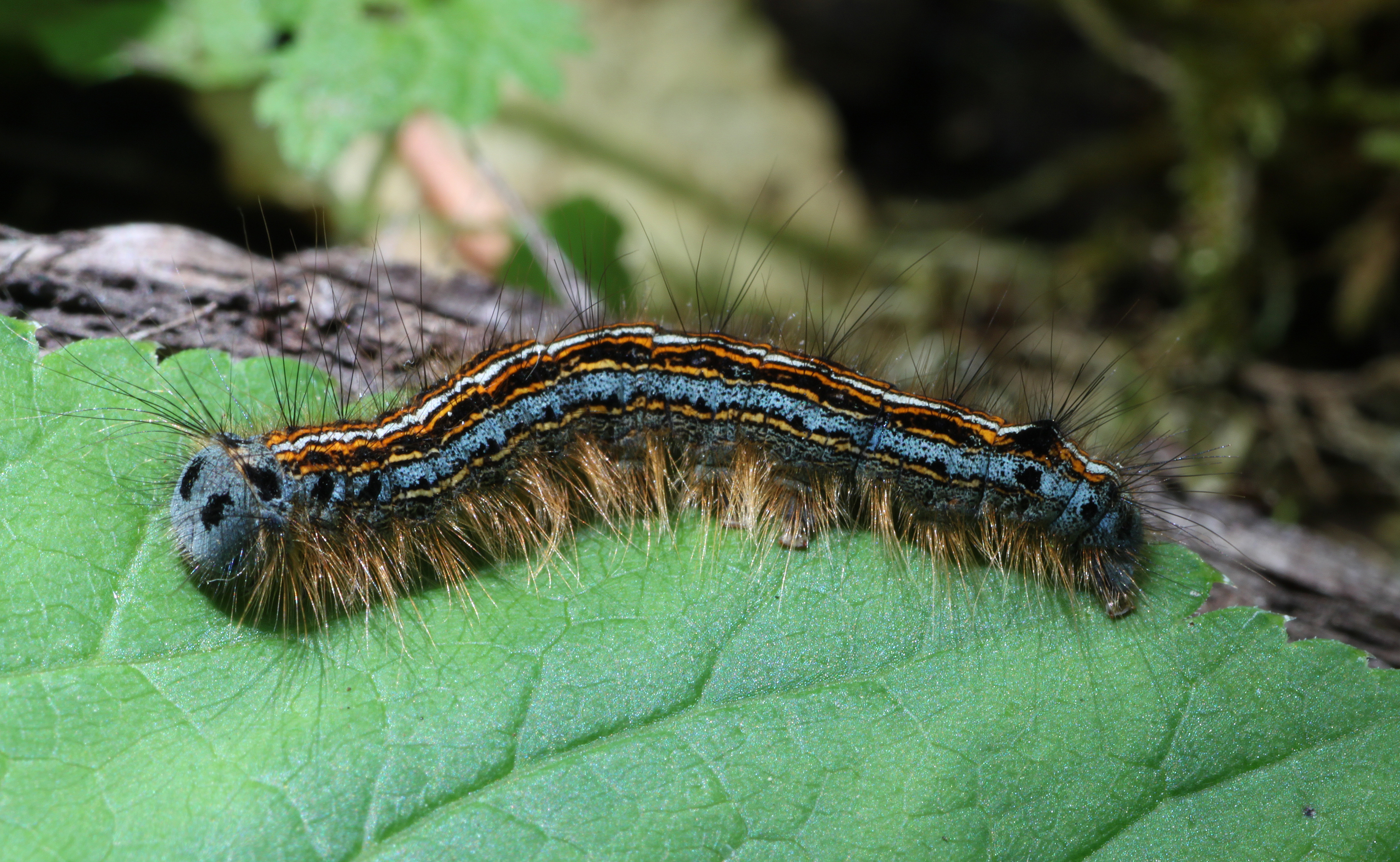
Oruga
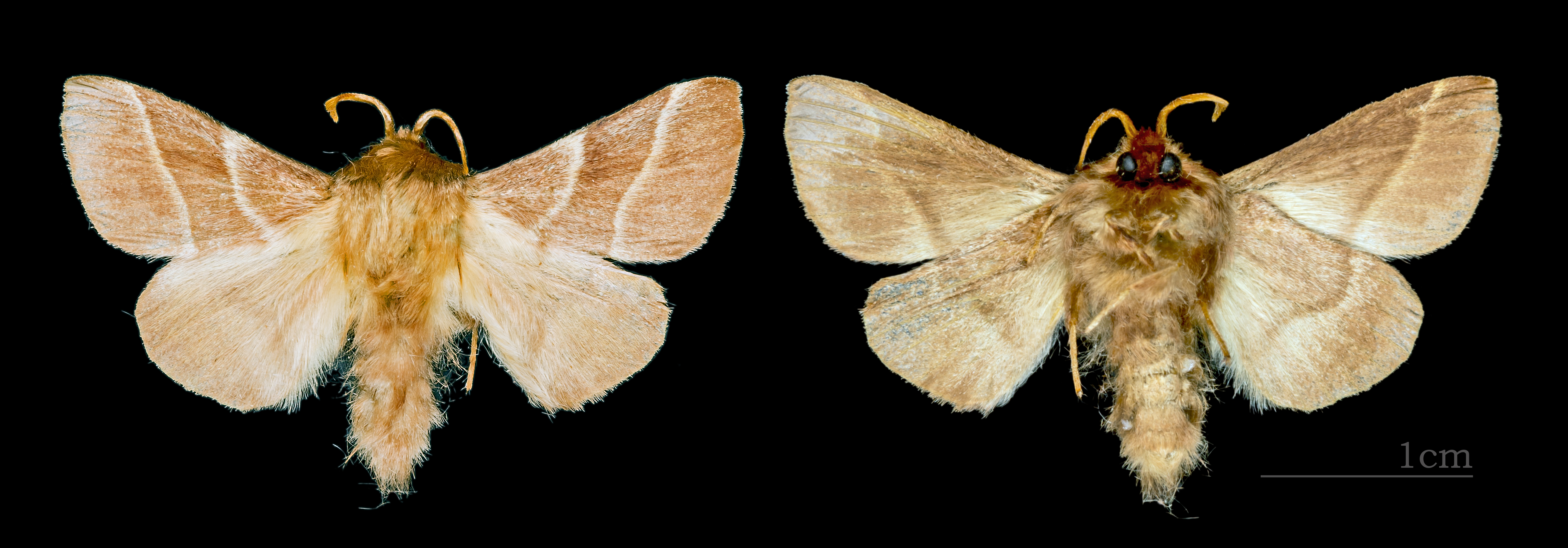
♂
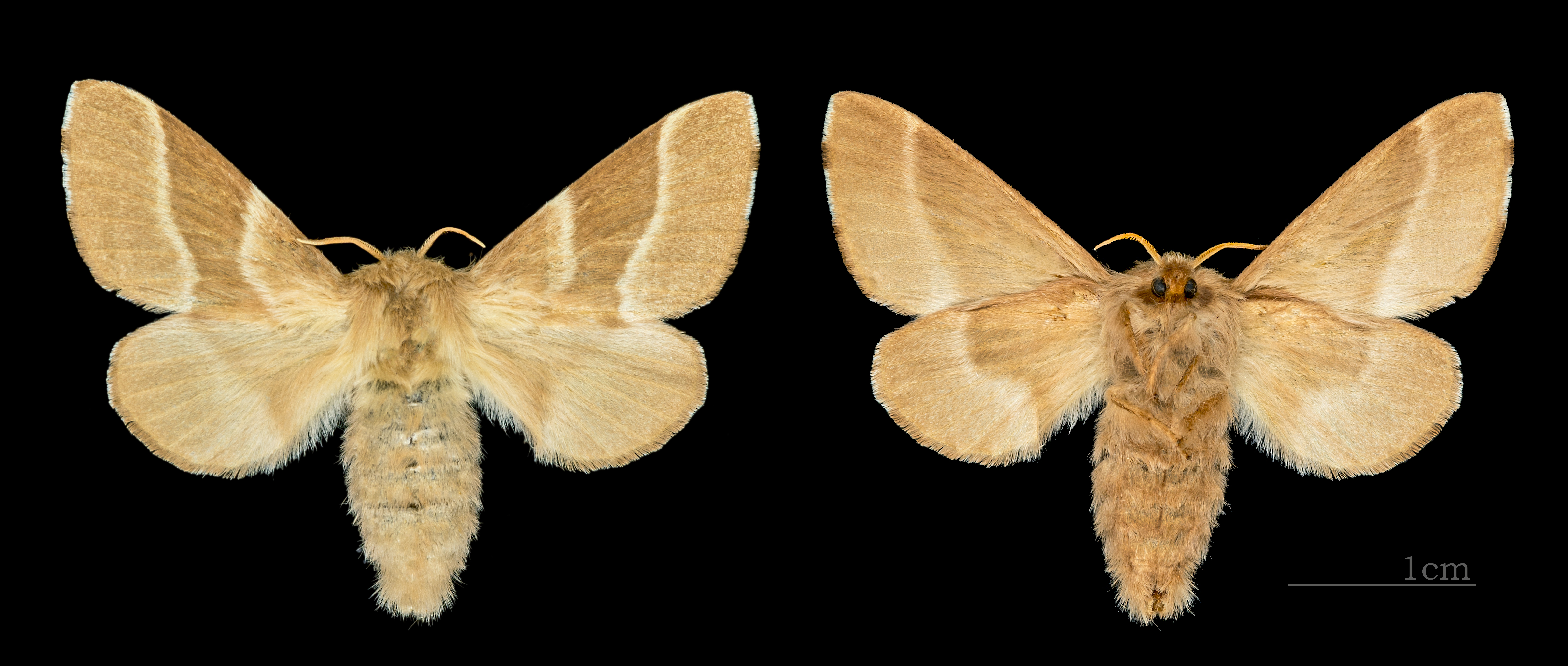
♀